# Augochloropsis perimede
Augochloropsis perimede là một loài Hymenoptera trong họ Halictidae. Loài này được Schrottky mô tả khoa học năm 1908.